# 인천체육고등학교
인천체육고등학교(仁川體育高等學校)는 대한민국 인천광역시 서구 청라동에 있는 공립 고등학교이다.

## 학교 연혁
- 1975년 11월 14일 : 학교설립인가(학교법인 선인학원)
- 1994년 2월 8일 : 설립자 변경 (선인학원 → 교육감)
- 2012년 8월 24일 : 인천광역시 서구 청라지구로 학교 이전
- 2023년 12월 1일 : 인성친화적 학교공간 인성ON(溫)실 구축
- 2024년 1월 10일 : 제46회 졸업식(85명, 누계 8,013명)
- 2024년 9월 1일 : 제11대 정의한 교장 취임

## 설치 학과
- 체육과

## 참고 자료
- 인천체육고등학교 - 한국교육학술정보원 학교알리미